# Salsola albisepala
Salsola albisepala är en amarantväxtart som beskrevs av Paul Aellen. Salsola albisepala ingår i släktet sodaörter, och familjen amarantväxter. Inga underarter finns listade i Catalogue of Life.